# Psilaster pectinatus
Psilaster pectinatus är en sjöstjärneart som först beskrevs av Fisher 1905.  Psilaster pectinatus ingår i släktet Psilaster och familjen kamsjöstjärnor. Inga underarter finns listade i Catalogue of Life.